# Philippa Howden-Chapman
Pour les articles homonymes, voir Howden et Chapman.
Philippa Lynne Howden-Chapman est une universitaire néo-zélandaise, professeure de santé publique à l'Université d'Otago, à Wellington, et directrice du Centre néo-zélandais pour les villes durables (en),.

## Carrière
Howden-Chapman a commencé sa carrière dans l'enseignement secondaire, avant de passer à la psychologie clinique, puis à la santé publique.
Elle a mené un certain nombre d'essais contrôlés randomisés de haut niveau sur divers aspects du logement et de la santé, contribuant ainsi à constituer la base de données probantes pour le futur programme d'isolation à l'échelle de la Nouvelle-Zélande. Le groupe Healthy Housing de Howden-Chapman a mené une analyse du programme Warm Up New Zealand: Heat Smart qui a montré que dans l'ensemble, il « aura un bénéfice net de 951 millions de dollars et un rapport avantages-coûts très favorable de 3,9:1 ».
Howden-Chapman était membre du Groupe consultatif d'experts sur les solutions à la pauvreté infantile en 2012, qui a présenté un certain nombre de recommandations politiques pour lutter contre la pauvreté des enfants en Nouvelle-Zélande.
En décembre 2014, Howden-Chapman et son programme de recherche ont reçu le prix scientifique du Premier ministre (en) de 500 000 $. Elle a été la première femme et la première sociologue à remporter le prix.
Howden-Chapman est la présidente du groupe d'élaboration des lignes directrices sur le logement et la santé de l'OMS. Elle est également directrice de He Kāinga Orana, le programme de recherche sur le logement et la santé examinant le lien entre la qualité du logement et la santé, basé à l'Université d'Otago, en Nouvelle-Zélande. Avec un fort intérêt pour la réduction des inégalités dans les déterminants de la santé, la recherche de Howden-Chapman vise à identifier et à évaluer les interventions liées au logement pour améliorer la santé individuelle, familiale et communautaire. Ses recherches ont eu une influence majeure sur la politique du logement, de la santé et de l'énergie en Nouvelle-Zélande.

## Prix et distinctions
Lors des honneurs du Nouvel an 2009 (en), Howden-Chapman a été nommée Companion of the Queen's Service Order (en), pour les services rendus à la santé publique.
En novembre 2013, Howden-Chapman a été nommée membre de la Société royale de Nouvelle-Zélande,.
En 2017, Howden a été sélectionnée comme l'une des « 150 femmes en 150 mots » de la Royal Society Te Apārangi, célébrant les contributions des femmes au savoir en Nouvelle-Zélande.
Howden-Chapman a été nommée la gagnante suprême de NEXT Woman of the Year (en) 2018 pour son plaidoyer en faveur de maisons saines, chaudes et sèches en Nouvelle-Zélande.
En octobre 2019, Howden-Chapman a été nommée l'une des sept premières chaires distinguées du poutoko taiea, ou poutoko taiea, à l'Université d'Otago.
Lors des distinctions honorifiques du Nouvel An 2021 (en), Howden-Chapman a été nommée compagnon de l'Ordre du Mérite de Nouvelle-Zélande, pour les services rendus à la santé publique. Elle a reçu la médaille Rutherford 2021 avec son équipe, pour ses recherches sur le logement sain.

## Publications (sélection)
- Howden-Chapman, P. & Penelope Carroll (éd.) (2004). Housing and Health. Steele Roberts. (ISBN 1-877338-17-6).
- Howden-Chapman, P., Stuart, K. & Chapman, R. (éd.) (2010). Sizing up the City: Urban Form and Transport in New Zealand. Steele Roberts. (ISBN 9781877448904).
- Bierre, S., Philippa Howden-Chapman & Lisa Early (éd.) (2013). Homes People Can Afford: How to Improve Housing in New Zealand. Steele Roberts. (ISBN 978-1-927242-25-4).
- Howden-Chapman, P. (2015). Home truths: Confronting New Zealand's housing crisis. Wellington, Nouvelle-Zélande : Bridget Williams Books, 116p. doi: 10.7810/9780947492335.